# Sarah Chan (baloncesto)
Sarah Zeinab Chan (Jartum, 1986) es una ex jugadora de baloncesto profesional de Sudán del Sur y cazatalentos en África para los Toronto Raptors de la Asociación Nacional de Baloncesto (NBA), que creció como refugiada en Kenia. Es la primera mujer que ejerce de ojeadora para un equipo de la NBA en África. También es la fundadora de Home At Home/Apediet Foundation, una organización no gubernamental que combate el matrimonio infantil y aboga por el deporte y la educación de las niñas. En 2022 Chan fue incluida en la lista BBC 100 Women.

## Primeros años y educación
Chan creció en Jartum, Sudán, durante la segunda guerra civil sudanesa. Vivía con sus padres, dos hermanos mayores y una hermana menor, además de con otras familias, en una granja "de barro y ladrillo". Habla inglés, suajili, árabe y dinka.
En agosto de 1998 su familia huyó a Nairobi, Kenia, donde sus padres recibieron un patrocinio académico para estudiar teología, así como la matrícula para la educación de Sarah y su hermana. Chan comenzó a practicar deporte en 2004 en el instituto Laiser Hill, donde rápidamente destacó en el baloncesto.
En 2007 se mudó a EE. UU. y asistió a la Universidad de la Unión en Jackson, Tennessee, con una beca de baloncesto. Allí estudió ciencias políticas e historia, y jugó en el programa de la Asociación Nacional de Atletismo Intercolegial (NAIA) de la escuela. Después de jugar profesionalmente durante algunos años en Europa y África, regresó a Nairobi, donde cursó un máster en estudios sobre la paz y los conflictos en la la Universidad Internacional de los Estados Unidos en África.

## Carrera Deportiva
Con una altura de 1,93 m, Chan jugaba en la posición de ala-pívot. En su último año de estudiante, fue incluida en el equipo NAIA All-Tournament y en el primer equipo del NAIA All-American. Durante cuatro temporadas en Union University, anotó 1892 puntos y consiguió 1112 rebotes.
Realizó una prueba para el equipo Indiana Fever de la Asociación Nacional de Baloncesto Femenino, pero no fue seleccionada.
Chan continuó jugando al baloncesto profesionalmente en España y Portugal, además de en clubes de Túnez, Angola y Mozambique. Posteriormente regresó a Kenia, donde jugó para la Universidad Internacional de los Estados Unidos en África. Chan fue la máxima anotadora y reboteadora, formó parte del quinteto ideal de la Copa de Campeones de Clubes Femeninos de FIBA África de 2015, y volvió a competir en la Copa de Campeones de Clubes Femeninos de FIBA África de 2017.
Mientras entrenaba en un campamento de baloncesto de los Giants of Africa en Kenia en 2017, fue descubierta por el presidente de los Toronto Raptors, Masai Ujiri, quien siguió su carrera y luego la contrató como ojeadora y colaboradora para el desarrollo del baloncesto. Como ojeadora principal, Chan viaja por África reclutando talentos para los Raptors. También persuadió a Ujiri para que organizase campamentos de los Giants of Africa en Yuba, Sudán del Sur, y Mogadiscio, Somalia, para ofrecer a las niñas la oportunidad de jugar al baloncesto.

## Fundación
Chan creó su organización benéfica, Home At Home/Apediet Foundation, para ofrecer orientación a las niñas, prevenir el matrimonio infantil y promover la educación y los deportes. Es una organización no gubernamental nacional que lleva el nombre de su madre.